# Taaienberg
El Taaienberg és un turó de 90 metres de les Ardenes flamenques que es troba a la comuna de Maarkedal, a la província belga de Flandes Oriental. Els vessants d'aquest turó es troben recoberts amb llambordes. El 1993 es va repavimentar amb les pedres originals. La pujada és lloc de pas habitual de diferents curses ciclistes que es disputen durant la primavera a Flandes. El 1995 la carretera del Taaienberg va ser declarada monument protegit.

## Ciclisme
El Taaienberg és sobretot conegut per ser una de les ascensions de les clàssiques flamenques, en especial al Tour de Flandes. És una cota amb llambordes de 800 metres de llargada al 5,6 % de mitjana i trams de fins al 18%.
Aquest turó també es puja en altres curses ciclistes belgues, com l'Omloop Het Nieuwsblad, l'E3 Harelbeke o l'A través de Flandes.